# Malachra palmata
Malachra palmata är en malvaväxtart som beskrevs av Conrad Moench. Malachra palmata ingår i släktet Malachra och familjen malvaväxter. Inga underarter finns listade i Catalogue of Life.